# سلطان الطلبة
الحفل السنوي للطلبة بالمغرب أو سلطان الطلبة هو احتفالٌ سنوي كان طلبة مدينة فاس يحيونه احتفالًا بقدوم فصل الربيع على ضفاف واد فاس ويستمر على شكل مخيم لمدة أسبوع وقد ظهر في النصف الثاني من القرن السابع عاشر في عهد المولى رشيد، يُنظم مزاد علني يعرض فيه تاج السلطة ويعين من يفوز به ملكًا وهميًا لمدة أسبوع. في حين أن أصدقائه الطلبة يقومون بدور الحاشية وفي نهاية الحفل الختامي على السلطان الوهمي أن يخرج خفية من المخيم قبل أن يطلع النهار وإلا فإن أصدقائه قد يشبعونه ضربًا ويلقونه في النهر.

## وصلات خارجية
- مسيرة "سلطان الطلبة" بمدينة تمارة على يوتيوب